# Apology for Murder
Apology for Murder (1945) este un film noir american regizat de Sam Newfield, cu Ann Savage, Hugh Beaumont, Russell Hicks și Charles D. Brown în rolurile principale.

## Prezentare
Durul reporter Kenny Blake (Hugh Beaumont) se îndrăgostește de sufocanta și intriganta Toni Kirkland (Ann Savage) care este căsătorită cu un bărbat mult mai în vârstă (Russell Hicks).  Ea îl seduce cu scopul de a-l ucide pe soțul ei. Redactorul Ward McKee (Charles D. Brown), șeful lui Kenny și cel mai bun prieten al său, începe să urmărească firele încurcate ale crimei necruțătoare care-l duc treptat-treptat spre Kenny. În cele din urmă, Tony și Kenny se împușcă reciproc. În timp ce moare, Kenny mărturisește crima pe care a înfăptuit-o.

## Distribuție
- Ann Savage ca Toni Kirkland
- Hugh Beaumont ca Kenny Blake
- Russell Hicks ca Harvey Kirkland
- Charles D. Brown ca Ward McKee
- Pierre Watkin ca Craig Jordan
- Sarah Padden ca Maggie, administratoarea
- Norman Willis ca Allen Webb
- Eva Novak ca Maid
- Budd Buster ca Jed, îngrijitorul
- George Sherwood ca Lt. de poliție Edwards
- Wheaton Chambers ca Preot
- Arch Hall Sr. ca Paul
- Elizabeth Valentine ca Doamna Harper, soția fermierului
- Henry Hall ca Directorul închisorii

## Producție
Filmările au avut loc în două locuri: Griffith Park - 4730 Crystal Springs Drive, Los Angeles, California și pe Sunset Boulevard, Hollywood, Los Angeles, California.

## Legături externe
- Apology for Murder în Catalogul Institutului American de Film
- Apology for Murder la Internet Movie Database
- Apology for Murder la Allmovie
- Apology for Murder la TCM Movie Database